# Silnik jonowy

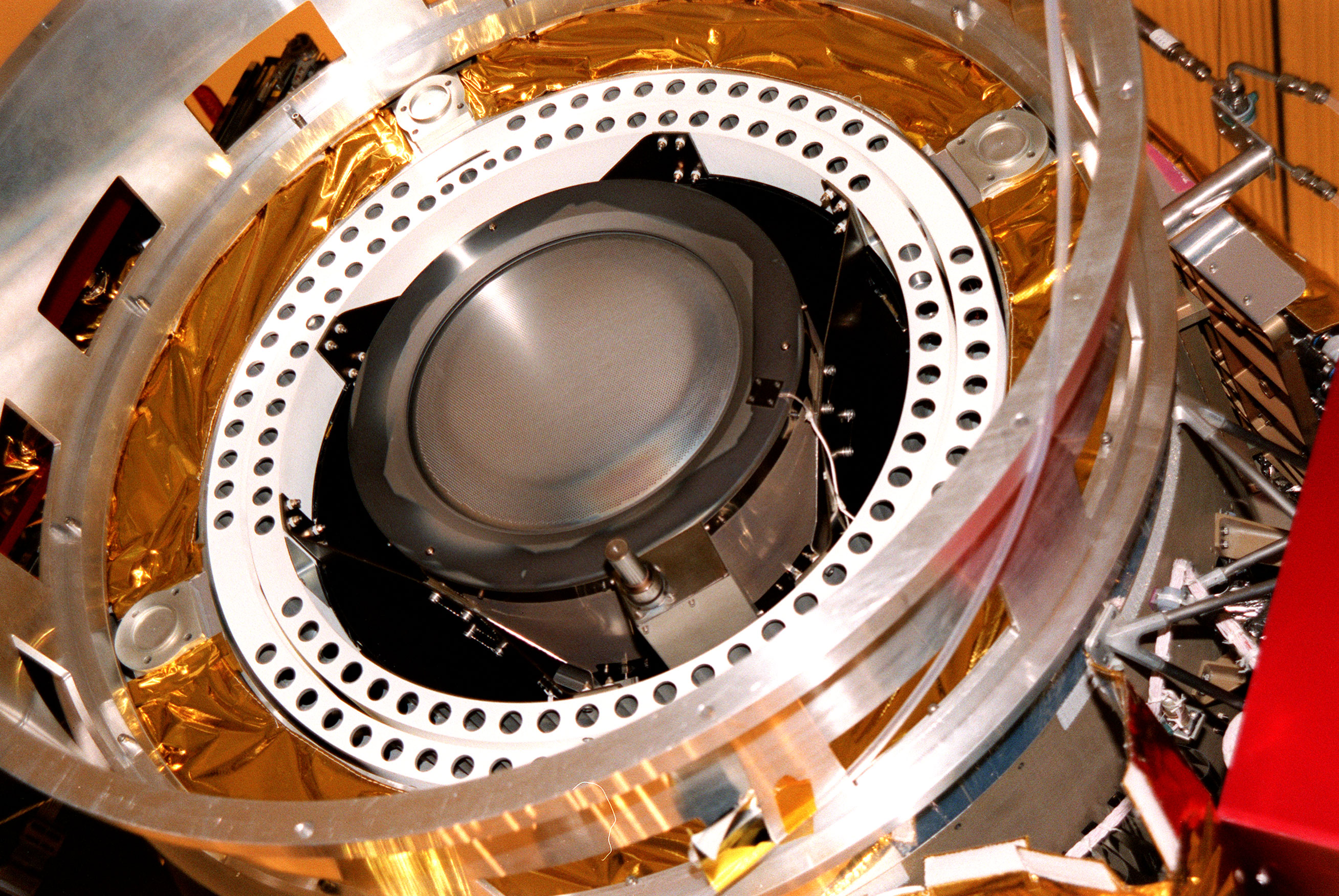
Silnik jonowy sondy Deep Space 1

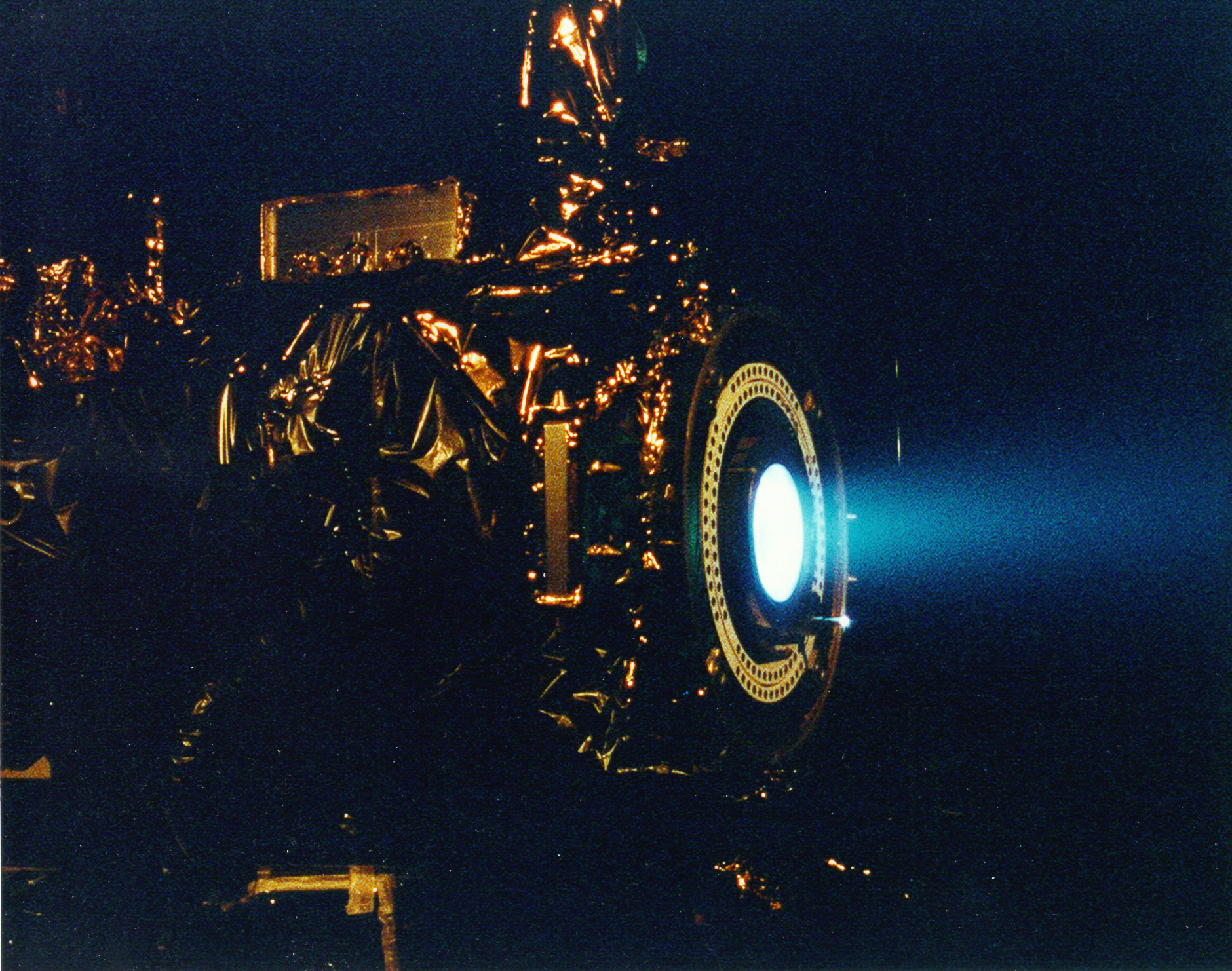
Testy silnika jonowego w laboratorium NASA

Silnik jonowy (ang. ion engine, ion propulsion system) – rodzaj silnika rakietowego, w którym czynnikiem nośnym są jony rozpędzane w wyniku oddziaływania elektromagnetycznego.
Był on najwydajniejszym z silników używanych (na rok 2003) w przestrzeni kosmicznej; jego impuls właściwy jest około 10 razy większy niż powszechnie stosowanych chemicznych silników rakietowych.
Prace nad silnikiem rozpoczęto w latach 50. XX wieku. Pierwsze wersje wykorzystywały do napędu pary rtęci (Hg). Obecnie powszechnie wykorzystywany jest gaz szlachetny ksenon.
Energia wyrzucająca gaz z silnika pochodzi z zewnętrznego źródła (najczęściej z baterii słonecznych). Najpierw atomy ksenonu pozbawiane są elektronów – zostają przekształcone w jony dodatnie. Następnie są rozpędzane pod wpływem pola elektrycznego lub magnetycznego osiągając prędkość nawet do 36 km/s. Duża prędkość wyrzucanego czynnika daje dużą siłę ciągu przypadającą na jednostkę masy wyrzucanej substancji. Jednak ze względu na małą moc układu zasilającego masa wyrzucanego czynnika nie jest duża, zmniejszając przez to siłę ciągu rakiety. Statek wyposażony w taki silnik porusza się z małym przyspieszeniem.

## Rodzaje silników jonowych
Silniki jonowe mają wiele różnych typów z których niektóre zostały już użyte, a część jest w fazie badań i koncepcji. Najbardziej znane z nich to:
- Silnik jonowy elektrostatyczny w użyciu, ale testuje się nowe generacje jak np. HiPEP, DS4G
- Silnik Halla
- HDLT w fazie badań
- VASIMR w fazie badań

## Wykorzystanie w misjach

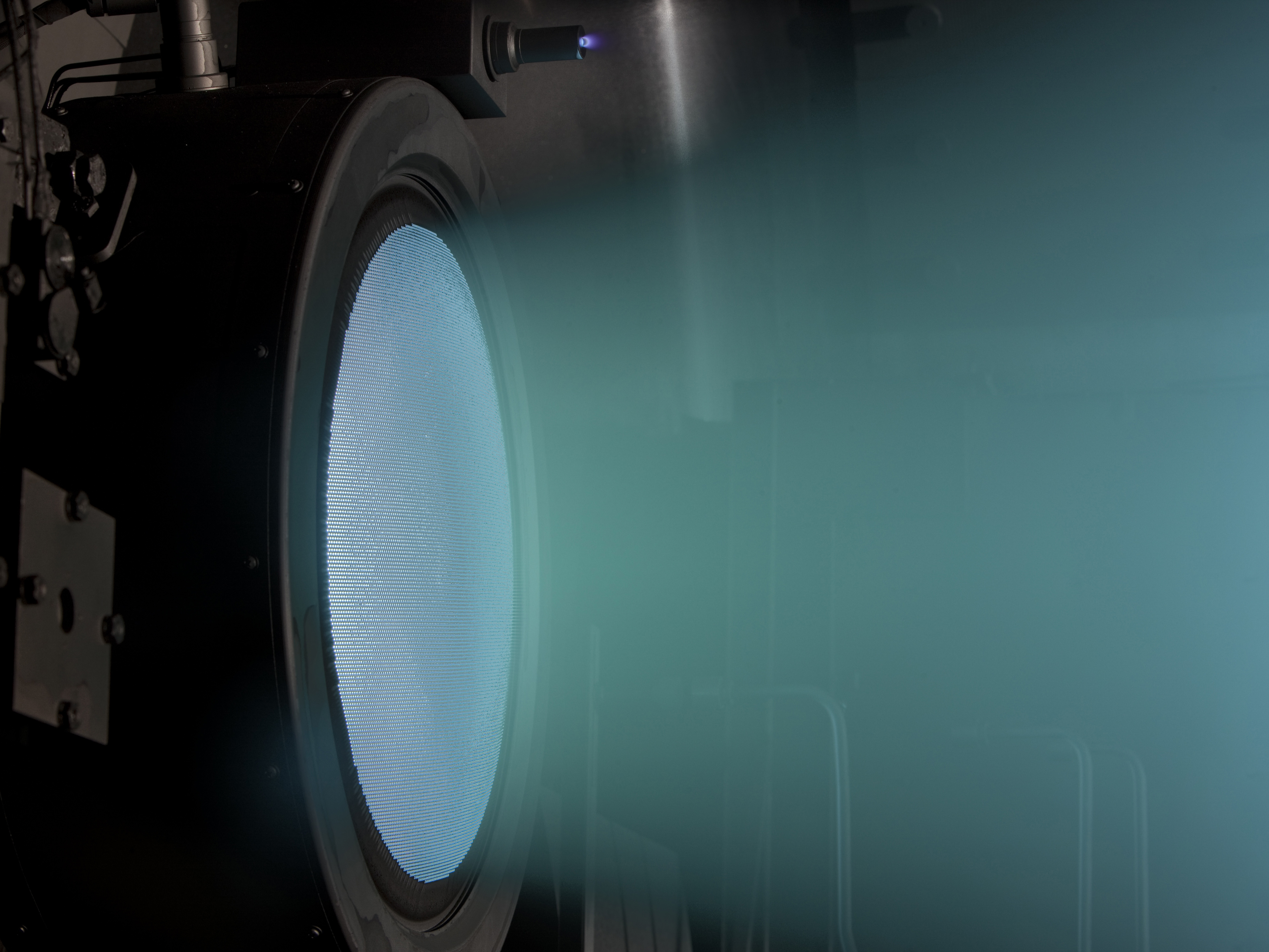
Silnik NASA's Evolutionary Xenon Thruster (NEXT) testowany w komorze próżniowej.

Silniki jonowe nie mogą być używane do wyniesienia rakiety z powierzchni Ziemi ponieważ mają za mały ciąg, niezdolny do przezwyciężenia siły grawitacji. Mogą być używane jedynie gdy pojazd znajduje się na orbicie. Pierwszy raz wypróbowano silnik jonowy w eksperymencie w locie suborbitalnym SERT 1 (1964 r.) i na orbicie w eksperymencie SERT 2 (1970 r.). Silnik jonowy elektrostatyczny wykorzystano także do napędu wystrzelonej w 1998 sondy Deep Space 1 lecącej w kierunku komety Borrely’ego. Napęd, zaprojektowany tak, aby pracował przez 200 godzin, w praktyce działał ponad 50 razy dłużej.
Silnik Halla z kolei był wykorzystany w sondzie SMART-1 Europejskiej Agencji Kosmicznej.
Silniki jonowe służą obecnie jako główny napęd japońskiej sondy Hayabusa i amerykańskiej Dawn.
Silnik tego typu posłużył, między innymi, do uratowania misji satelity Artemis, który 13 lipca 2001 został przez rakietę Ariane 5 umieszczony na niewłaściwej orbicie. Pierwsze manewry zmiany orbity wykonano klasycznym napędem chemicznym, ze względu na konieczność szybkiego opuszczenia pasów radiacyjnych Van Allena, zużyto na to 95% paliwa chemicznego. Ostatnie 5 tysięcy kilometrów satelita pokonał używając napędu jonowego. Pod koniec stycznia 2003 Artemis osiągnął docelową orbitę geostacjonarną.